# Gilbert David
Pour les articles homonymes, voir David.
Gilbert David, né le 11 décembre 1946 à Montréal, est un professeur, critique littéraire et essayiste québécois.

## Biographie
Gilbert David naît le 11 décembre 1946 dans un quartier ouvrier de l’est de Montréal. Au cours de sa jeunesse, il fait partie de plusieurs troupes de théâtre amateur; parallèlement à ses études au premier cycle, il fonde une troupe étudiante et y met en scène un spectacle par année,,, dont Wouf Wouf d’Yves Sauvageau, en 1968,. Ses études universitaires à Montréal et à Paris lui permettent de se spécialiser en littérature et en théâtre.
Il entame sa carrière en enseignant la littérature au Collège de Rosemont (Montréal) de 1970 à 1979; de 1980 à 1997, il est chargé de cours en études théâtrales dans plusieurs universités, notamment à l’Université du Québec à Montréal; en 1995, il soutient à l’Université de Montréal une thèse sur publications intitulée Un théâtre à vif : écritures dramatiques et pratiques scéniques, de 1930 à 1990; en 1998, il est engagé comme professeur en dramaturgie, histoire et esthétique du théâtre, tant au Québec qu’en Occident, au Département des littératures de langue française (DLLF) de l’Université de Montréal dont il devient professeur associé à sa retraite en 2011 jusqu’en 2024.
Il est le cofondateur et premier responsable des Cahiers de théâtre Jeu, de 1976, à 1982,, Il dirige des bilans annuels d’une saison théâtrale au Québec pour la revue Les Herbes rouges (4 livraisons de « Veilleurs de nuit » de 1989 à 1992) et aux Éditions Nota bene (2 livraisons de Rappels en 2006 et 2007), puis sous l’égide du CRILCQ en version électronique (4 livraisons de Rappels, de 2008 à 2011) Il est responsable de la collection « Théâtre » aux Éditions Les Herbes rouges de 1988 à 1992, puis de la collection « scène_s » de 2010 à 2017.  Il est critique dramatique et intervieweur à la pige aux quotidiens Le Jour (1974-1976) et Le Devoir (1991-1996). Il est président du conseil d’administration de la Société québécoise d’études théâtrales (SQET) de 1997 à 2000. Depuis 1998, il est membre régulier puis honoraire du Centre de recherche interuniversitaire sur la littérature et la culture québécoises. Au cours des années 2000-2020, il mène à bien plusieurs projets de recherche subventionnés et il organise de nombreux ateliers et colloques menant à des publications. Entre 2012 et 2020, il dirige la publication de l’ouvrage Le théâtre contemporain au Québec 1945-2015.
Il publie de nombreux articles dans divers périodiques savants (Études littéraires, Études françaises, L’Annuaire théâtral, Études théâtrales) et revues culturelles (Jeu, Parachute, Spirale); il a contribué à de nombreux ouvrages collectifs et publications de référence dont The Oxford Companion to Canadian Theatre (E. Benson, L. W. Conoly (eds.), Oxford University Press, 1989; The World Encyclopedia of Contemporary Theatre, (D. Rubin (eds.), London & New York, Routledge, 1996); Le théâtre québécois 1975-1995 (D. Lafon (dir.), Montréal, Fides, 2001); le Dictionnaire encyclopédique du théâtre à travers le monde (M. Corvin (dir.), Paris, Bordas, [1995] 2008), le Dictionnaire des artistes du théâtre québécois (M. Vaïs (dir.), Montréal, Québec Amérique, 2008).

### Fiction
Presqu’Il, Montréal, coll. « L’arbre », Hurtubise HMH, 1971.

### Direction d’ouvrages collectifs et de dossiers de revues (sélection)
- 1993 : Le monde de Michel Tremblay. Des « Belles-Sœurs » à « Marcel poursuivi par les chiens », codirection avec Pierre Lavoie, Montréal et Carnières, Cahiers de théâtre Jeu, 1993[25] et Éditions Lansman 2003[26] et 2005[27].
- 1998 : Dossier « Québec, 1930-1950 : aspects d’une sortie de crise », L’Annuaire théâtral, n° 23, CRELIQ/SQET, 1998[28].
- 2000 : Dossier « Circulations du théâtre québécois : reflets changeants », codirection avec Dominique Lafon, L’Annuaire théâtral, n° 27, CRELIQ-SQET, 2000[29].
- 2002 : Théâtres au programme. Panorama des programmes de théâtre en langue française à Montréal au XXe siècle, corédaction avec Sylvain Schryburt, Montréal, Bibliothèque nationale du Québec et CÉTUQ, 2002[30].
- 2003 : Théâtres québécois et canadiens-français au XXe siècle, Trajectoires et territoires, codirection avec Hélène Beauchamp, Lévis, Presses de l’Université du Québec, 2003[31].
- 2008 : Dossier « Devenir de l’esthétique théâtrale », codirection avec Hélène Jacques, Tangence, no 88, Université du Québec à Rimouski-Université du Québec à Trois-Rivières, 2008[32].
- 2009 : Le corps déjoué. Figures du théâtre de Larry Tremblay, Carnières, Lansman Éditeur, 2009[33].
- 2009 : Dossier « Une dramaturgie à soi : l’écriture du théâtre des femmes au Québec », L’Annuaire théâtral, n° 46, [2009] 2010[34].
- 2011 : Écrits sur le théâtre canadien-français, Études suivies d’une anthologie (1900-1950), coll. « Paragraphes », UdeM, Département des littératures de langue française, 2011[35].
- 2012 : Dossier « L’Amérique francophone pièce sur pièce : dramaticité innovante et dynamique transculturelle », L’Annuaire théâtral, no 50-51, SQET-UQAM, 2012[36].
- 2013 : Dossier « Horizon incertain du théâtre québécois », codirection avec Yves Jubinville, dans Spirale, no 245, Montréal, 2013[37].
- 2014 : Dossier « Daniel Danis », Voix et images, vol. XL no 1 (118), UQAM, 2014[38].
- 2016 : Dossier « Interactions fictionnelles et scéniques dans le solo contemporain », codirection avec Francis Ducharme, L’Annuaire théâtral, n° 58, SQET-UdeM, 2016[39].
- 2017 : Carole Fréchette, dramaturge. Un théâtre sur le qui-vive, Montréal, Éditions Nota bene, coll. « Études culturelles », 2017[40].
- 2020 : Le théâtre contemporain au Québec, 1945-2015, avec la collaboration de Hervé Guay, Hélène Jacques et Yves Jubinville, Presses de l’Université de Montréal, 2020[41].

### Articles de périodiques et chapitres d’ouvrage (sélection)
- 1985 : « La mise en scène actuelle : mise en perspective », dans Études littéraires, vol. 18, no 3, Québec, Presses de l’Université Laval, 1985[42].
- 1986 : « Les mille et une nuits du théâtre au Québec : visions, merveilles et désenchantement », dans Alternatives théâtrales, no 26, Bruxelles, 1986[43]; repris dans Le monde selon Graff 1966-1986, Montréal, Éditions Graff, 1987[44].
- 1987 : « Brecht au Québec : au-delà des malentendus? », dans Jeu, no 43, 1987[45].
- 1991 : « Le cru et le cool. Les débuts de la création collective en théâtre », dans Francine Couture (dir.), Les Arts et les années 60, Cap-Saint-Ignace, Triptyque, 1991[46].
- 1994 : « Une institution théâtrale à l’ombre des mass media », dans Théâtre/Public, no 117, Paris, Théâtre de Gennevilliers, 1994[47].
- 1997 : « L’autre et le même : théâtre de France et théâtre québécois contemporain », dans Chantal Hébert et Irène Perelli-Contos (dir.), Théâtre, multidisciplinarité et multiculturalisme, Québec, Nuit Blanche éditeur, 1997[48].
- 1998 : « Une matrice d’altérité. Denis Marleau ou les machinations d’un « ingénieur de théâtre poétique » », dans Études théâtrales, no 13, Louvain-la-Neuve, 1998[49].
- 2001 : « Une institution théâtrale à géométrie variable », dans Dominique Lafon (dir.), Le théâtre québécois 1975-1995, tome X des « Archives des lettres canadiennes », Montréal, Fides, 2001[50].
- 2002 : « Synthèse à l’horizon? Bilan critique des travaux en études théâtrales : les pratiques dramaturgiques et scéniques du Québec », dans Denise Lemieux (dir.), Traité de la culture. Le Québec, son patrimoine, ses modes de vie et ses productions culturelles, Québec, Éditions de l’Université Laval et de l’IRCQ, 2002[51].
- 2002 : « Comment se joue la résistance à la représentation? L’exemple du théâtre de Daniel Danis », dans Études théâtrales, nos 24-25, Louvain-la-Neuve, 2002[52].
- 2003 : « Éléments d’analyse du paratexte théâtral : le cas du programme de théâtre », dans L’Annuaire théâtral, no 34, CRCCF-SQET, 2003[53].
- 2007 : « Le langue-à-langue de Daniel Danis : une parole au corps à corps », dans Études françaises, no 43.1, Presses de l’Université de Montréal, 2007[54].
- 2013 : « Inscriptions théâtrales dans l’espace urbain : le cas de Montréal », Jeu, no 149, 2013[55].
- 2015 : « Un drame postmoderne. Les belles-sœurs de Michel Tremblay », dans Sylvain Campeau et Patrick Moreau (dir.), Quinze classiques de la littérature québécoise, Montréal, Fides, 2015[56].
- 2016 : « Le projet Andersen de Robert Lepage : (trans-)figurations du soliste démiurge ou le nouveau théâtre du merveilleux », coécrit avec Maria Stasinopoulou, dans L’Annuaire théâtral, no 58, SQET-UdeM, 2016[57].
- 2020 : « Le jour où la critique du théâtre s’est évaporée », dans Spirale, no 271, hiver 2020[58], p. 6-9.

## Prix et distinctions
- 2015 : Prix « Career Achievement in Academic Theatre[59] », Association in Theatre for Higher Education (USA), lors de son congrès annuel tenu à Montréal.
- 2020: Lauréat du Prix du meilleur ouvrage 2017-2018-2019, décerné par la Société québécoise d’études théâtrales en 2020, pour l’ouvrage collectif sous la direction de G. David : Carole Fréchette. Un théâtre sur le qui-vive, Montréal, Éditions Nota bene, coll. « Études culturelles », 2017.[40]
- 2023 : Lauréat du Prix du meilleur ouvrage sur le théâtre québécois, ou canadien d’expression française, pour les années 2020-2021-2022, décerné par la Société québécoise d’études théâtrales en 2023 et attribué à la publication sous la direction de G. David (en collaboration avec Y. Jubinville, H. Guay et H. Jacques) : Le théâtre contemporain au Québec, 1945-2015, Presses de l’Université de Montréal, 2020[60].